# Teddy McRae

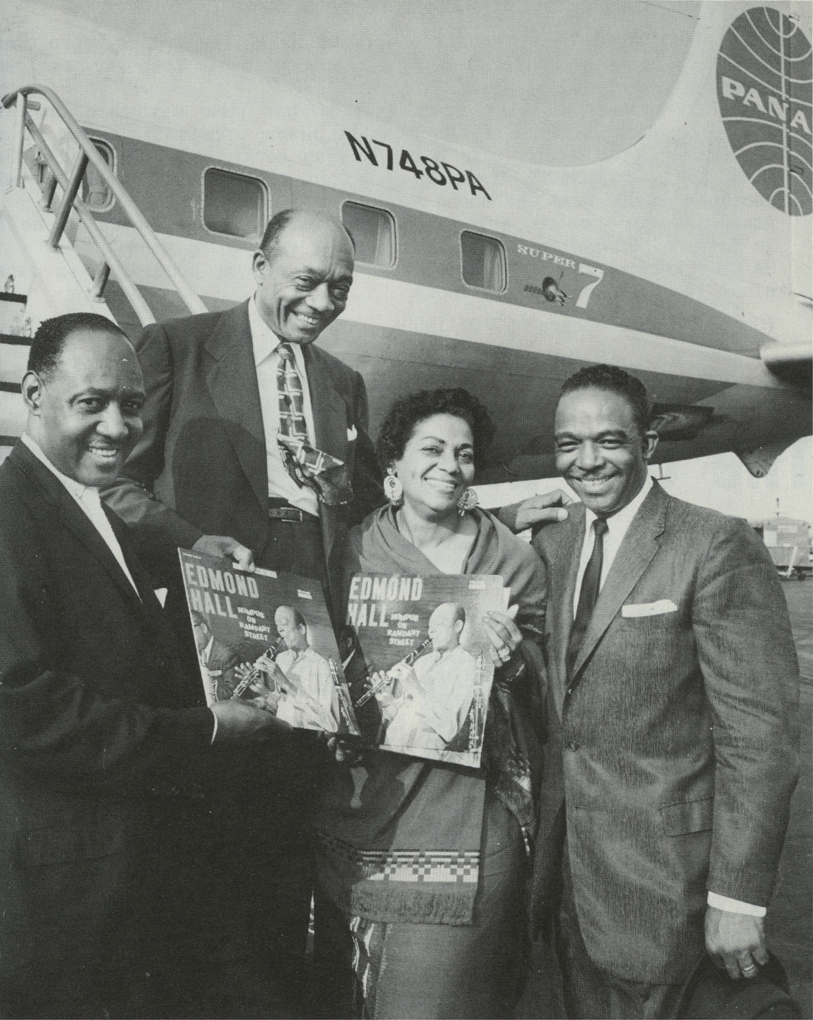
Teddy McRae (links) mit Edmond Hall, Winnie Hall und Eddie Wilcox in Ghana

Theodore „Teddy“ McRae (* 22. Januar 1908 in Waycross, Georgia; † 4. März 1999 in New York City) war ein US-amerikanischer Jazz-Saxophonist (Tenor), Arrangeur, Bandleader und Komponist des Swing.
McRae wuchs in Philadelphia auf. McRae studierte Medizin, wechselte dann aber zur Musik und gründete Mitte der 1920er Jahre mit seinen vier Brüdern eine Band. 1926 spielte er bei June Clark. 1927 war er mit eigener Band in New York und spielte bei Chick Webb, Elmer Snowden, Stuff Smith, Lil Hardin Armstrong. 1934 machte er seine erste Aufnahme bei Benny Morton. 1936 war er wieder bei Chick Webb, wo er mit Ella Fitzgerald You Showed Me The Way komponierte (1937). Er spielte nicht nur Saxophon in der Band als Solist, sondern war auch dessen Arrangeur. Nach dem Tod von Webb übernahm Ella Fitzgerald die Leitung bis zu ihrer Auflösung 1941, und McRae hatte in dieser Zeit die musikalische Leitung der Band.
Während seiner Zeit bei Webb nahm er mit Teddy Wilson und Red Allen auf. Seine Kompositionen Back Bay Shuffle (1938) und Traffic Jam (1939) wurden Hits für Artie Shaw. 1941/43 war er bei Cab Calloway, 1942 bei Jimmie Lunceford, 1943 bei Lionel Hampton und 1944/45 war er musikalischer Leiter der Bigband von Louis Armstrong. 1945 hatte er auch kurze Zeit eine eigene Bigband.
Danach spielte er noch gelegentlich in kleinen Gruppen und konzentrierte sich auf Komposition und Arrangieren. 1958 gründete er mit Eddie Wilcox das kurzlebige Label Raecox Records. Sie brachten unter anderem Aufnahmen von Bennie Green und Edmond Hall heraus. 1955/56 nahm er mit Champion Jack Dupree auf und 1955 und 1958 unter eigenem Namen.
Neben den erwähnten Musikern nahm er mit Benny Morton, Putney Dandridge, Cab Calloway auf.

## Lexikalischer Eintrag
- Carlo Bohländer, Karl Heinz Holler, Christian Pfarr: Reclams Jazzführer. 3., neubearbeitete und erweiterte Auflage. Reclam, Stuttgart 1989, ISBN 3-15-010355-X.